# Vallée des geysers

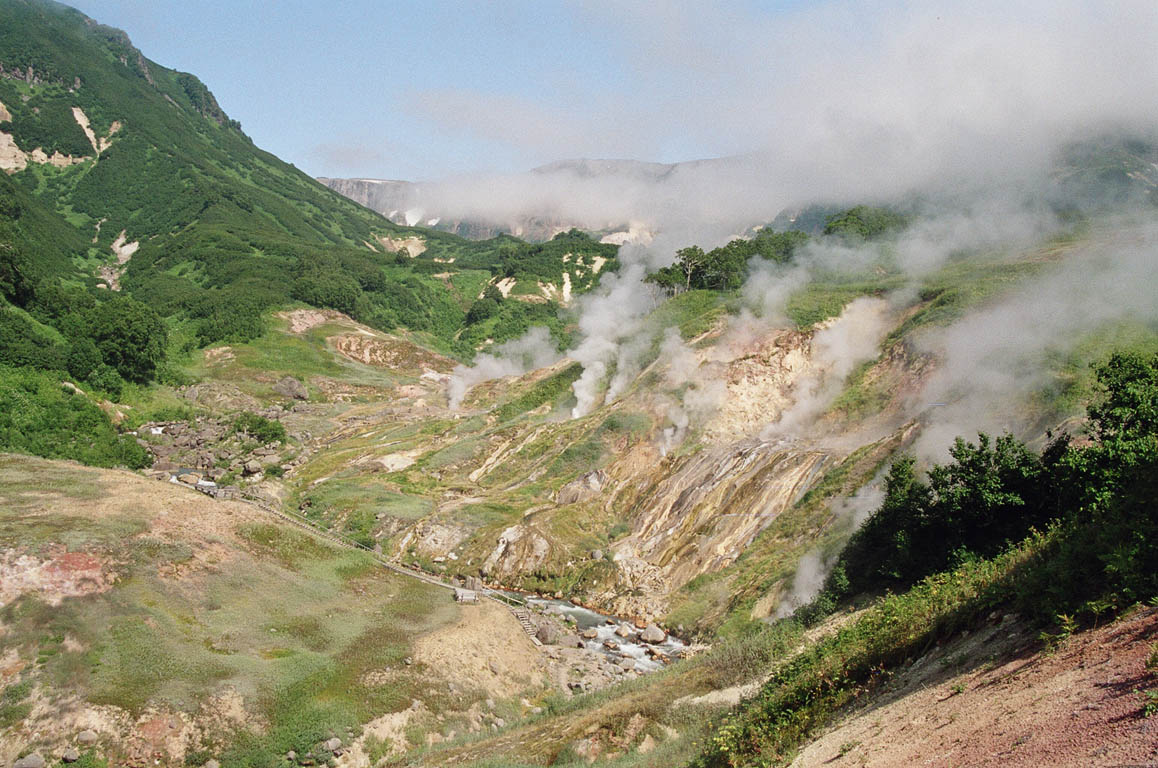
La vallée des Geysers

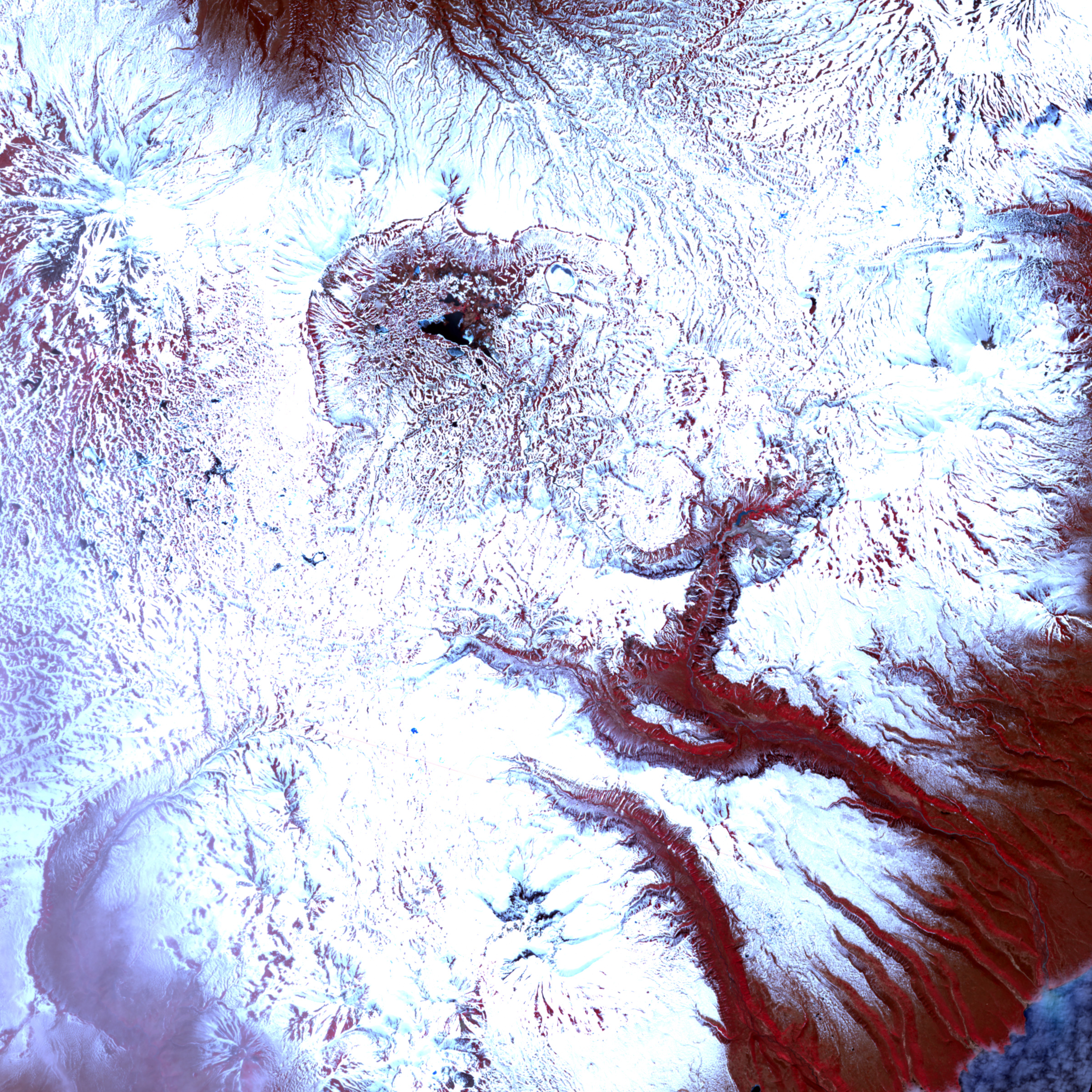
Vue satellite infrarouge de la vallée.

La vallée des geysers (en russe : Долина гейзеров, Dolina Gueïzérov) est un champ de geysers situé sur la péninsule Kronotski sur la côte orientale de la péninsule du Kamtchatka, dans l'Extrême-Orient russe, à l'est de la Russie. Il s'agit de la deuxième plus importante concentration de geysers au monde[réf. nécessaire]. Ce bassin de 6 km de long compte environ 90 geysers et de nombreuses sources chaudes, dont la plupart se trouvent sur la rive gauche de la rivière Geysernaïa, dont les eaux géothermales proviennent des flancs d'un stratovolcan relativement jeune, le Kikhpinych. À une profondeur de 500 mètres sous la caldeira, des températures de 250 °C ont été mesurées. La vallée des geysers est située à l'intérieur de la réserve naturelle de biosphère de Kronotski, qui est l'un des six sites de la péninsule classés par l'Unesco au Patrimoine mondial sous le nom de « Volcans du Kamtchatka ». Très enclavée, la vallée n'est guère accessible qu'en hélicoptère (200 km de vol, la première piste, difficile est à 110 km) et les autorisations de visite sont limitées à 48 h. On enregistre néanmoins environ 3 000 visiteurs par an.

## Histoire

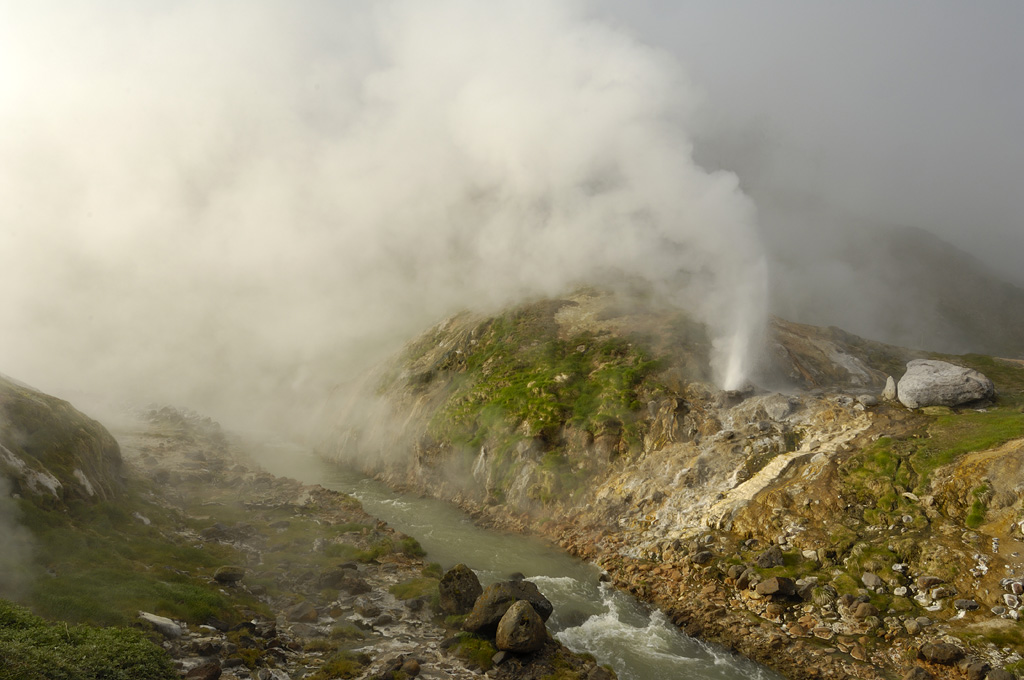
Le Zhemchuzhnyy en éruption en 2007.

La vallée des geysers est découverte par deux scientifiques locaux, Tatyana Ustinova (1913-2009) et Anissifor Pavlovitch Kroupénine (1912-1990), le 14 avril 1941. Elle publie sa découverte quatorze ans plus tard mais l'exploration des environs ne débute que vers 1972. Une étude systématique est menée au milieu des années 1970 et une surveillance automatique est introduite en 1990. Plus de trente geysers sont nommés : le « Bolchoï » (le grand), le « Vélikane (le géant), la « Krépost » (la forteresse), le « Bastion » (le bastion), le « Fontane » (le jet), la « Banna » (la baignoire), le « Jemtchoujny » (le nacré), le « Plachtchanitsa » (le Saint-Suaire). Le Geyser Géant (Velikan) est  capable de produire un jet d'eau toutes les 2 à 6 h pouvant atteindre 40 m d'altitude. À partir des années 1980, la zone est promue au sein de l'URSS comme l'une des principales attractions touristiques du Kamtchatka et de l'Extrême-Orient russe. Les touristes étrangers sont admis dans la vallée à partir de la chute de l'URSS en 1991. Environ 3 000 touristes visitent le site chaque année.

## Glissement de terrain
Le 3 juin 2007, un glissement de terrain de 22,7 millions de m3 recouvre les deux-tiers de la vallée. Oleg Mitvol du Ministère des Ressources naturelles et de la Protection de l'environnement déclare « Nous avons assisté à un événement naturel unique, mais les conséquences d'une telle catastrophe naturelle sont irréversibles ». Le Centre du Patrimoine mondial exprime également sa vive préoccupation à la suite de la coulée de boue. « C'est tragique pour l'humanité, en ce que nous avons perdu l'une des grandes merveilles naturelles du monde », déclare le porte-parole du Centre du Patrimoine mondial. Le 5 juin, un barrage haut de 60 mètres se forme dans la partie supérieure de la vallée et fait monter les eaux de la rivière Gueïzernaïa et donne naissance au lac Gueïzernoïe (Ozero Guéziernoïé). Le glissement de terrain a lieu pendant le tournage du documentaire Wild Russia, des images avant et après la catastrophe figurent dans le documentaire.
Le caractère irréversible des changements topographiques induits par le glissement de terrain n'est pas encore avéré et il est possible que les dégâts soient moins importants que cela avait été craint à l'origine. Le 9 juin 2007, les eaux commencent à se retirer révélant certaines zones submergées. Le geyser Velikan, le plus important de la vallée (panache de 35 m de haut), n'a pas été recouvert et est toujours actif. D'autres grands geysers sont encore visibles : le Bolshoy (panache de 12 m de haut) a été déblayé, le Gorizontalnyy (panache incliné à 45° mais s'élevant à 10 m) est toujours actif, le Grot (geyser très irrégulier montant à 60 m) et le Zhemchuzhnyy (panache de 6 m de haut) également.
Par contre, le geyser Pervenets est partiellement obstrué. Alors qu'il s'élevait à 20 m de haut malgré son inclinaison à 45°, il ne dépasse maintenant plus 1 m.
Non loin de la vallée, le geyser Shaman, seul geyser de la caldeira d'Ouzon, à 16 km de l'ensemble géothermal, atteint 8 m de haut. La hauteur de son panache a augmenté au cours du début de la décennie 2010.

### Sources et bibliographie
- (ru) Т. И. Устинова, Les geysers du Kamtchatka [« Камчатские гейзеры »], Moscou,‎ 1955, 119 p. (lire en ligne)
- (en) Diana Gealdhill, Kamchatka, Odyssey Books, 2007.